# Plectaneia longisepala
Plectaneia longisepala là một loài thực vật có hoa trong họ La bố ma. Loài này được Markgr. miêu tả khoa học đầu tiên năm 1972.